# Les Huguettes

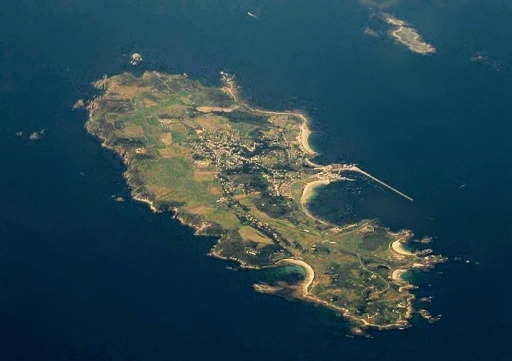
Alderney

Die prähistorische Stätte Les Huguettes auf der Kanalinsel Alderney ist eine ringförmige Trockenmauer von etwa 9,0 Meter Durchmesser, die eine runde (mit Hilfe einer Sammelprobe von Holzkohle auf 490 v. Chr. datierte) Feuergrube umschloss. Die Anlage stammt aus der frühen Eisenzeit. Sie wurde in den späten 1960er Jahren durch die Alderney Society ausgegraben und 2013 durch eine Arbeitsgruppe der Staffordshire University in Stoke-on-Trent untersucht. Heute befindet sich dort ein Golfplatz.
Während der Ausgrabung wurden eine beachtliche Menge an Keramik (einschließlich nahezu vollständiger Gefäße), Tierknochen und einige Kleinfunde, wie Knochenpinzetten und Webgewichte gefunden. Alles deutet darauf hin, dass die Struktur mit Keramikproduktion im offenen Feldbrand verbunden war. Unklar ist, ob andere archäologische Reste in der näheren Umgebung vorhanden sind. Die Untersuchung von 2013 zeigte magnetische Anomalien in der Nähe, die Reste weiterer Strukturen darstellen können.
In der Nähe liegen die Reste des "Les Pourciaux Dolmens".